# William F. Windle
William Frederick Windle (* 10. Oktober 1898 in Huntington, Indiana; † 20. Februar 1985) war ein US-amerikanischer Anatom und Neurologe.

## Leben
Windle erwarb 1921 einen Bachelor an der Denison University und 1923 einen Master an der Northwestern University Medical School. Anschließend studierte er von 1923 bis 1925 der University of Michigan und erwarb 1926 einen Ph. D. mit einer Arbeit zur Schmerzleitung in unmyelinisierten Nervenfasern des Nervus trigeminus an der Northwestern University.
1926 wurde er an der Northwestern University zum Assistant Professor im Fach Anatomie ernannt, 1929 zum Associate Professor und 1935 zum Professor der Mikroskopischen Anatomie. Von 1935 bis 1936 folgte ein Forschungsaufenthalt an der University of Cambridge in England. Windle war von 1942 bis 1946 Professor für Neurologie an der Medical School der Northwestern University, anschließend bis 1947 Professor für Anatomie und Institutsdirektor an der University of Washington. In gleicher Position war er von 1947 bis 1951 an der University of Pennsylvania tätig. Bis 1954 folgte eine Tätigkeit als wissenschaftlicher Leiter in den Baxter Laboratories in Morton Grove. Von 1954 bis 1960 war er – berufen durch Seymour S. Kety – Leiter des Labors für neuroanatomische Studien am National Institute of Neurological Diseases and Blindnes (NINDB, später National Institute of Neurological Disorders and Stroke) der National Institutes of Health (NIH) in Bethesda, Maryland, von 1960 bis 1961 stellvertretender Direktor dieses Instituts und von 1961 bis 1963 Leiter des Laboratory of Perinatal Physiology des NINDB. Anschließend ging Windle an das Medical Center der New York University, wo er als Research Professor und Director of Research am Institut für Rehabilitative Medizin bis zu seiner Emeritierung 1971 wirkte. Von 1971 bis 1985 war er Research Professor an der Denison University. Weiterhin war Windle über seine Karriere hinweg als Gastprofessor an verschiedenen Hochschulen tätig.
William F. Windle war ab 1923 mit Ella Grace Howell verheiratet, das Paar hatte zwei Kinder.

## Wirken
Windle gehörte zu den Pionieren der Erforschung der Physiologie des Embryos und des Neugeborenen. Er konnte wichtige Erkenntnisse zur Pathogenese von infantiler Zerebralparese und geistiger Behinderung beisteuern und damit Grundlagen für deren Behandlung und Prävention schaffen. Windle erforschte weitere Ursachen einer frühkindlichen Hirnschädigung, darunter die Bilirubinenzephalopathie (Kernikterus) oder Asphyxie und Wiederbelebung unter der Geburt. Außerdem konnte er wichtige Entdeckungen auf dem Gebiet der Entwicklungsbiologie machen – insbesondere des Embryos und des Neugeborenen.
1959 gründete Windle die wissenschaftliche Fachzeitschrift Experimental Neurology, deren Herausgeber er bis 1975 blieb.

## Auszeichnungen (Auswahl)
- 1945 Harvey Lecture
- 1947 Ehrendoktorat der Denison University
- 1962 Ehrenprofessur der Universidad de Puerto Rico
- 1968 Albert Lasker Award for Basic Medical Research[1]
- Fellow der American Association for the Advancement of Science

## Schriften (Auswahl)
- Physiology of the Fetus. 1942
- Mit José F. Nonidez: Textbook of histology. 1949
  - 5. Auflage 1976 ISBN 978-0-07-070977-5
- Mit Robert F. Pitts: Asphyxia neonatorum: Its relation to the fetal blood, circulation and respiration and its effects upon the brain. 1950
- Biology of neuroglia. 1958
- Mit E. Harold Hinman: Neurological and Psychological Deficits of Asphyxia Neonatorum. 1958